# Грумази
Грумази (на македонска литературна норма: Грумази) е село в южната част на Северна Македония, община Новаци.

## География
Селото е типично високопланинско, разположено в Селечката планина източно от град Битоля.

## История
През 1607 година жителите на Грумази взимат едногодишен заем от вакъфа на Ахмед паша при месджида на шейх Хъзр Бали в Битоля в размер на 2160 акчета при лихва от 15% процента. Гаранти за парите са самите селяни, един за друг. В 1610 година местните жители Пане Тодор, Петко Стале, Марко Пройко, Стойко Матея, Стойко Митан и Годе Петко дължат 2000 акчета при същата лихва на вакъфа на Ахмед паша. През 1621 година в Грумази са записани 4 ханета (домакинства), от които се събира военния данък нузул за похода срещу Полша.
Църквата „Свети Никола“ е от 1864 година.
В XIX век Грумази е изцяло българско село в Битолска кааза на Османската империя. Според статистиката на Васил Кънчов („Македония. Етнография и статистика“) от 1900 година Грумази има 80 жители, всички българи християни.
На Етнографската карта на Битолския вилает на Картографския институт в София от 1901 година Брумази е чисто българско село в Битолската каза на Битолския санджак с 6 къщи.
В началото на XX век християнското население на селото е под върховенството на Българската екзархия. По данни на секретаря на екзархията Димитър Мишев („La Macédoine et sa Population Chrétienne“) в 1905 година в Грумази има 56 българи екзархисти.
При избухването на Балканската война един човек от Грумази е доброволец в Македоно-одринското опълчение. След Междусъюзническата война селото остава в Сърбия.
Според преброяването от 2002 година селото има 15 жители, всички северномакедонци.
| Националност     | Всичко |
| северномакедонци | 15     |
| албанци          | 0      |
| турци            | 0      |
| роми             | 0      |
| власи            | 0      |
| сърби            | 0      |
| бошняци          | 0      |
| други            | 0      |